# Haute-Marne
Haute-Marne (52) is een Frans departement. De naam verwijst naar de rivier de Marne. Tussen 1956 en 2016 was Haute-Marne onderdeel van de regio Champagne-Ardenne. Per 1 januari 2016 is deze regio opgegaan in de grotere regio Grand-Est.

## Geschiedenis
Haute-Marne was een van de 83 departementen die werden gecreëerd tijdens de Franse Revolutie, op 4 maart 1790 door uitvoering van de wet van 22 december 1789, uitgaande van delen van de oude provincies Champagne, Lotharingen, Bourgondië en Franche-Comté. 
Op 9 maart 1814 werd in Chaumont het Verdrag van Chaumont getekend. In dit verdrag beloofde een coalitie van landen gezamenlijk tegen de legers van Napoleon Bonaparte te blijven strijden, tenzij deze akkoord zou gaan met een voorstel voor een wapenstilstand.
In 1940 werd het departement door de Duitse bezetter bestuurlijk gesplitst. Het kanaal tussen de Marne en de Saône werd de grens tussen het bezette Frankrijk in het westen (onder militair bewind) en een door de Duitsers geannexeerd gedeelte in het oosten (dat een burgerlijk bestuur kreeg). In augustus/september 1944 werden de Duitsers verdreven, voornamelijk door Franse troepen onder bevel van generaal Leclerc.
Sinds de laatste decennia van de twintigste eeuw daalt het aantal inwoners langzaam, met name door afnemende werkgelegenheid.

## Geografie
Haute-Marne grenst aan de departementen Meuse, Vosges, Haute-Saône, Côte-d'Or, Aube en Marne. Het departement behoort tot de regio Grand Est.
Vanaf het Plateau van Langres - in hydrologische termen ook wel 'het dak van Frankrijk' genoemd - ontspringen meerdere rivieren. In de gemeente Val-de-Meuse bevindt zich een driesprong tussen drie Europese stroomgebieden.
Haute-Marne bestaat uit de drie arrondissementen:
- Arrondissement Chaumont
- Arrondissement Langres
- Arrondissement Saint-Dizier

Haute-Marne heeft 17 kantons:
- Kantons van Haute-Marne

Haute-Marne heeft 432 gemeenten:
- Lijst van gemeenten in het departement Haute-Marne

## Demografie
De inwoners van Haute-Marne heten Haut-Marnais.

### Demografische evolutie sinds 1962
| Naam        | Index 1962 | Index 1968 | Index 1975 | Index 1982 | Index 1990 | Index 1999 | Index 2008 | Index 2019 |
| ----------- | ---------- | ---------- | ---------- | ---------- | ---------- | ---------- | ---------- | ---------- |
| Haute-Marne | 100,0      | 102,8      | 101,9      | 101,1      | 97,9       | 93,5       | 89,5       | 82,7       |
| Frankrijk*  | 100,0      | 107,1      | 113,3      | 117,0      | 121,9      | 126,0      | 133,8      | 140,1      |

| Naam        | Inw./km² 1962 | Inw./km² 1968 | Inw./km² 1975 | Inw./km² 1982 | Inw./km² 1990 | Inw./km² 1999 | Inw./km² 2008 | Inw./km² 2019 |
| ----------- | ------------- | ------------- | ------------- | ------------- | ------------- | ------------- | ------------- | ------------- |
| Haute-Marne | 33,6          | 34,5          | 34,2          | 33,9          | 32,9          | 31,4          | 30,0          | 27,8          |
| Frankrijk*  | 84,2          | 90,1          | 95,4          | 98,5          | 102,7         | 106,1         | 112,7         | 119,7         |

Frankrijk* = exclusief overzeese gebieden
Bron: Recensement Populaire INSEE - 1962 tot 1999 population sans doubles comptes, nadien Population Municipale
Op 1 januari 2022 had Haute-Marne 169.865 inwoners.

### De 10 grootste gemeenten in het departement
| #  | Gemeente                         | Aantal inwoners (2022) |
| -- | -------------------------------- | ---------------------- |
| 1  | Saint-Dizier                     | 22.811                 |
| 2  | Chaumont (Haute-Marne)           | 21.418                 |
| 3  | Langres                          | 7.683                  |
| 4  | Nogent                           | 3.562                  |
| 5  | Joinville                        | 2.944                  |
| 6  | Wassy                            | 2.776                  |
| 7  | Chalindrey                       | 2.347                  |
| 8  | La Porte du Der                  | 2.112                  |
| 9  | Éclaron-Braucourt-Sainte-Livière | 2.011                  |
| 10 | Eurville-Bienville               | 2.001                  |

## Afbeeldingen

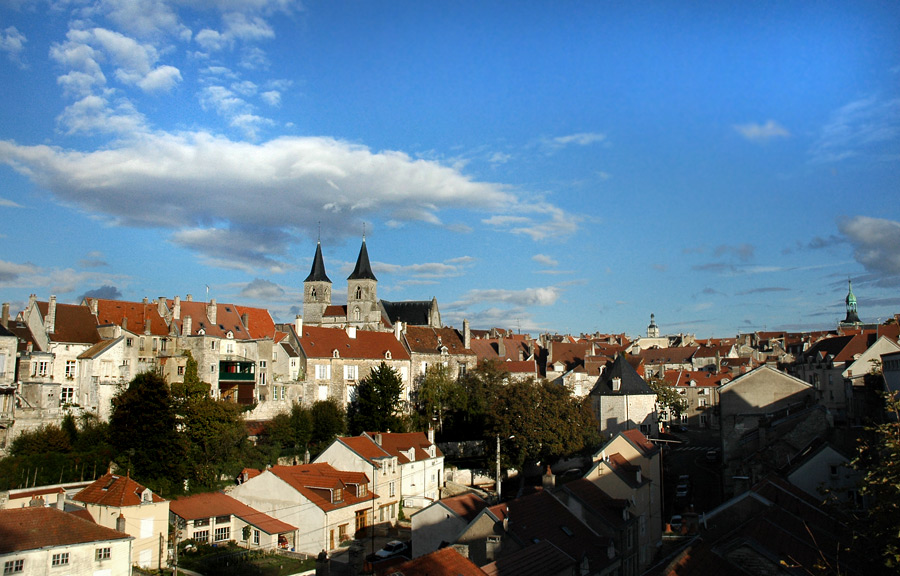
Chaumont
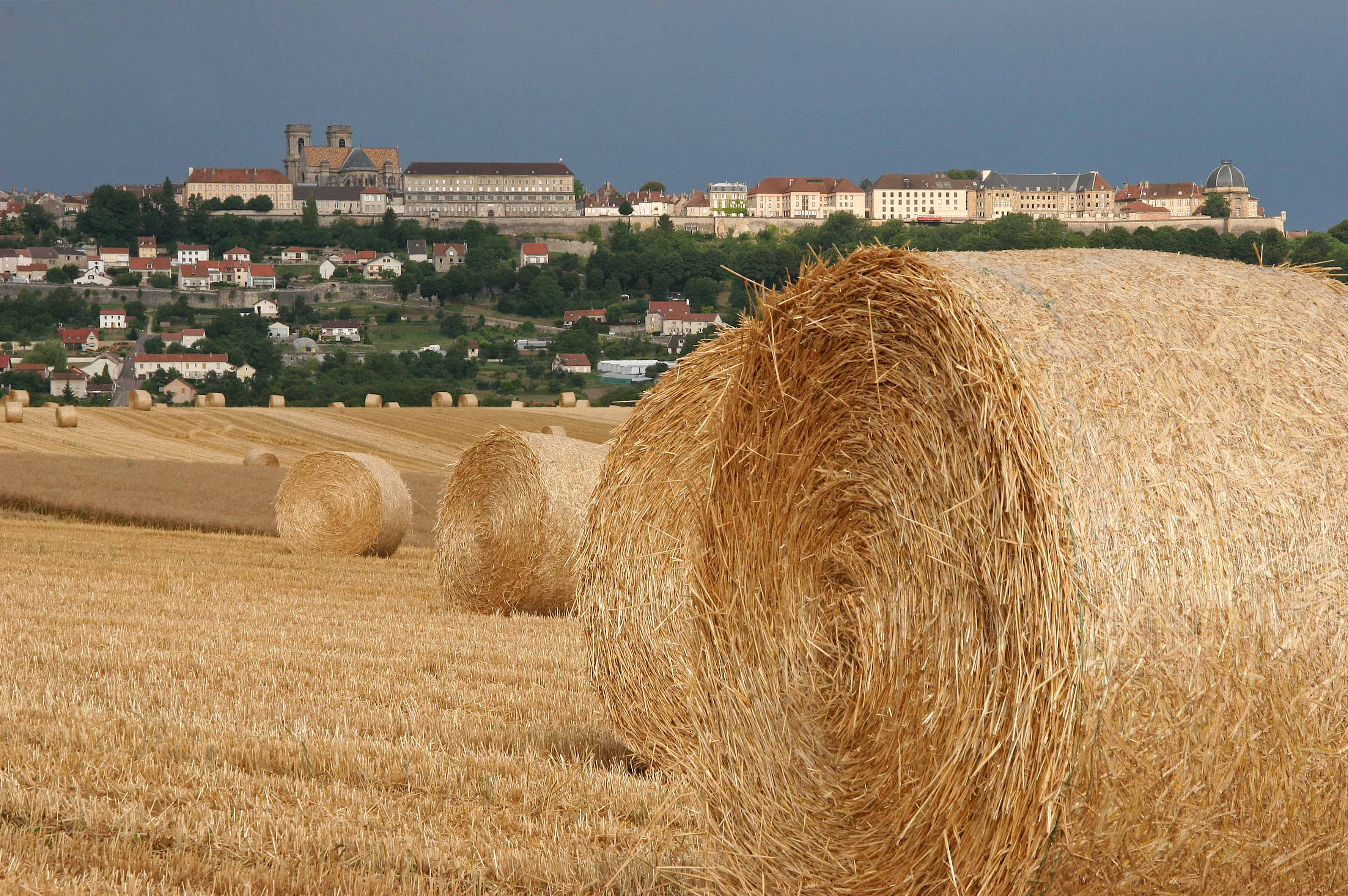
Langres